# Бланко, Серж
Серж Бланко (фр. Serge Blanco, род. 31 августа 1958; Каракас, Венесуэла) — бывший французский регбист, известный как «Пеле регби», после завершения карьеры игрока — бизнесмен и спортивный функционер. Серж Бланко считается одним из лучших игроков сборной Франции всех времен и одним из величайших игроков в истории мирового регби. Он сыграл 93 матча за сборную Франции по регби. По этому показателю он шестой во Франции. 12 раз он выходил на позиции крайного, и 81 раз на позиции защитника, это самый высокий показатель в мире. 17 раз он выходил на поле с повязкой капитана. Бланко совершил 38 попыток в матчах национальной сборной, что является шестым результатом в мире и первым в Франции.
Участник матча в составе сборной Пяти наций против сборной мира 1986 года.
Президент клуба «Биарриц Олимпик» с 1995 по 1998 год и с 2008 по 2015 год, ранее он был президентом Национальной лиги регби с 1998 по 2008 год и президент Федерации регби Франции с 2012 по 2016 год.

## Спортивная карьера

### Ранние годы
Родился 31 августа 1958 года в Венесуэле в семье Одетт и Педро Бланко. Мать Сержа - француженка баскского происхождения, а отец — офицер полиции и коренной венесуэлец. Его семья покинула Каракас в 1960 году после смерти отца от сердечного приступа. Сержу было всего 2 года, когда он приехал в Биарриц. Во Франции его мать бралась за самые разные работы, в том числе работала охранником и продавала ламповые абажуры. Серж получил образование в Колледже Непорочного Зачатия в Биаррице, где преподавали представители белого духовенства. Когда мальчику было 14 лет, его преподаватель физкультуры предложил отправить его в футбольную школу клуба «Нант», но тот отказался, не желая уезжать далеко от дома. Вместо этого он, как и большинство юношей в регионе, играл в регби, к 15-16 годам уже заметно превосходя сверстников.

### В клубе
Дебютировал в 1974 году в клубе «Биарриц Олимпик». До конца своей карьеры Бланко остававлся верен баскскому клубу, несмотря на то, что тот выступал относительно неудачно. В 1988—1989 годах «Биарриц Олимпик» перешел в группу B.

### В сборной
Международный дебют Бланко состоялся в игра против Южной Африки 8 ноября 1980 года, которую французская сборная проиграла со счетом 37-15. Он забил гол в полуфинале Чемпионата мира по регби 1987 года, когда Франция выиграла со счётом 28-24 у хозяев, Австралии. На его счету также были два Больших шлема, завоёванных с Францией в 1981 и 1987 годах на Кубке шести наций.
На Чемпионате мира по регби 1991 года Бланко был капитаном сборной Франции. Он выиграл в общей сложности 93 матча в составе сборной (рекорд на тот момент). При это, несмотря на свой международный успех, с клубом «Биарриц Олимпик» ему так и не удалось выиграть национальный чемпионат.
В 1997 году Бланко стал одним из первых игроков в списках Международного зала славы регби. В 2011 году он стал также членом Зала славы IRB.
После окончания игровой карьеры занял пост президента клуба «Биарриц Олимпик». В это время клуб стал чемпионом Франции в 2002 и 2006 годах. До декабря 2008 года Бланко был президентом профессиональной Национальной лиги регби. 
Помимо успешной карьеры в регби, Бланко владеет тремя отелями и собственной линией спортивной одежды. В марте 2009 года он перенес сердечный приступ, но восстановился после операции.